# Список аеропортів за кодом ІКАО: U

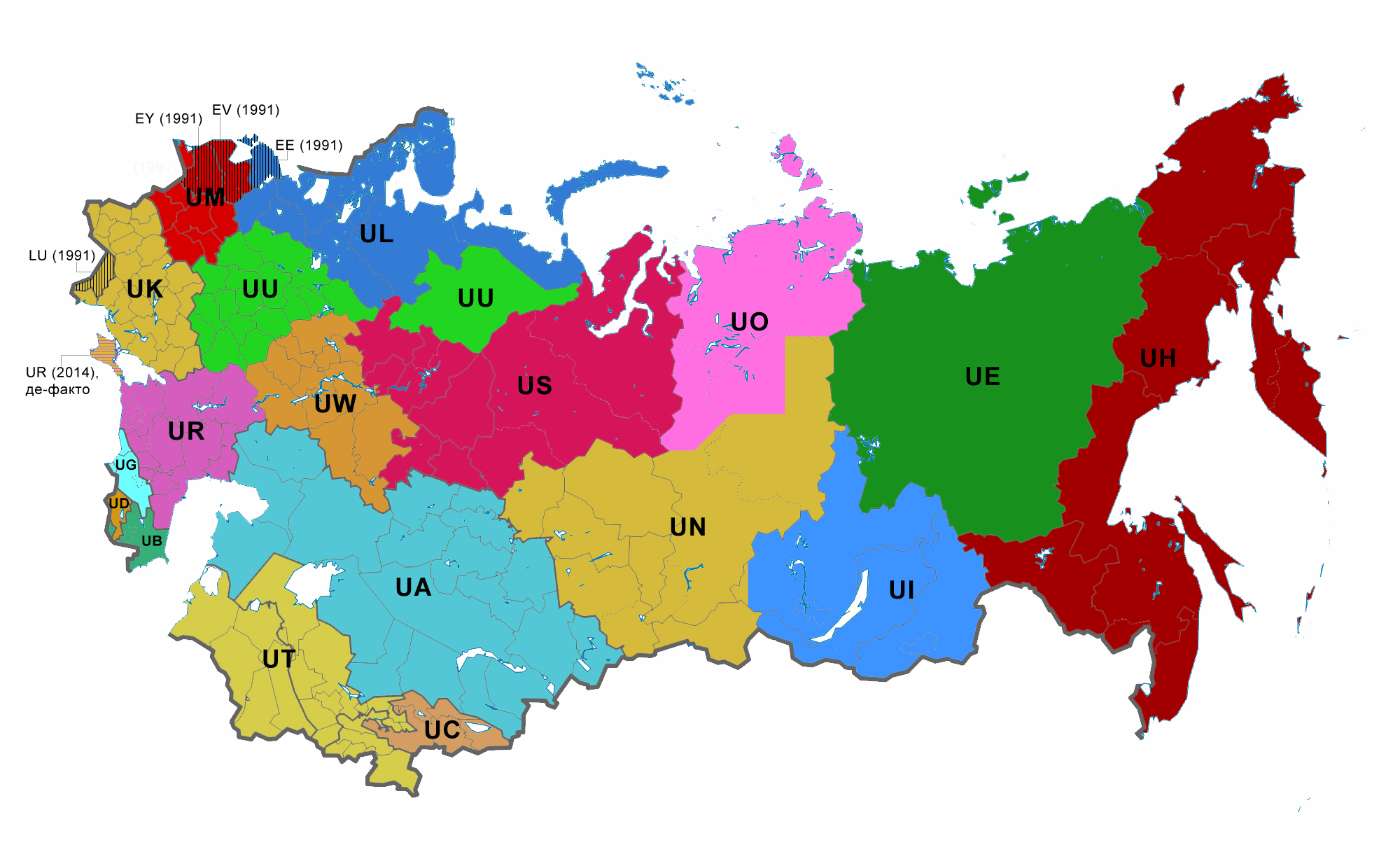
Регіональна прив’язка аеродромних кодів ICAO із префіксом U в СРСР. Заштриховані території згодом змінили коди. В оккупованому Росією Криму з 2014 року в навігаційних даних Росавіації фактично використовується префікс UR, але відповідно до ICAO, валідним префіксом для аеродромів Криму є тільки UК.

Префікс U використовується для аеропортів України, Росії та всіх інших країн колишнього Радянського Союзу за винятком Молдови (LU), Естонії (EE), Латвії (EV) та Литви (EY).
Список аеропортів за кодом ІКАО: A - B - C - D - E - F - G - H - I - J - K - L - M - N - O - P - Q - R - S - T - U - V - W - X - Y - Z
Дивіться також: Список аеропортів за кодом ІАТА
Формат пунктів:
- ICAO (IATA) — Назва аеропорту — Місце розташування

## U—Росія(Російська Федерація)

### UE
- UEAA (ADH) — Алдан — Алдан, Росія
- UEEE (YKS) — Якутськ — Якутськ, Росія
- UELL (CNN) — Чульман — Чульман, Росія
- UERP (PYJ) — Полярний — Удачний, Росія
- UERR (MJZ) — Мирний — Мирний, Росія
- UESK (SRM) — Середньоколимськ — Середньоколимськ, Росія
- UESO (CKH) — Чокурдах — Чокурдах, Росія
- UESS (CYX) — Черський — Черський, Росія
- UEST (IKS) — Тіксі — Тіксі, Росія

### UH
- UHBB (BQS) — Ігнатьєво — Благовєщенськ, Амурська область, Росія
- UHBI (GDG) — Магдагачі — Магдагачі, Амурська область, Росія
- UHBS ( —) — Свободний — Свободний, Амурська область, Росія
- UHBW (TYD) — Тинда — Тинда, Амурська область, Росія
- UHHH (KHV) — Хабаровськ-Новий — Хабаровськ, Росія
- UHKK (KXK) — Комсомольськ-на-Амурі (Хурба) — Комсомольськ-на-Амурі, Росія
- UHMA (DYR) — Угольний — Анадир, Росія
- UHMD (PVS) — Бухта Проведіння — Проведіння, Росія
- UHMM (GDX) — Сокол — Магадан, Росія
- UHMP (PWE) — Певек — Певек, Росія
- UHPA ( —) — Усть-Пахачі — Усть-Пахачі, Камчатський край, Росія
- UHPG ( —) — Тигіль — Тигіль, Камчатський край, Росія
- UHPK ( —) — Усть-Камчатськ — Усть-Камчатськ, Камчатський край, Росія
- UHPL ( —) — Палана — Палана, Камчатський край, Росія
- UHPM ( —) — Мількове — Мількове, Камчатський край, Росія
- UHPO ( —) — Козиревськ — Козиревськ, Камчатський край, Росія
- UHPP (PKC) — Єлізово — Петропавловськ-Камчатський, Камчатський край, Росія
- UHPT ( —) — Тилічікі — Тилічікі, Камчатський край, Росія
- UHPX ( —) — Нікольськоє — Нікольськоє, Камчатський край, Росія
- UHSS (UUS) — Хомутово — Южно-Сахалінськ, Росія
- UHSH (OHH) — Оха — Оха, Росія
- UHWW (VVO) — Владивосток — Владивосток, Росія

### UI
- UIAA (HTA) — Кадала — Чита, Росія
- UIAE ( —) — Краснокаменськ — Краснокаменськ, Росія
- UIBB (BTK) — Братськ — Братськ, Росія
- UIBS (UIK) — Усть-Ілімськ — Усть-Ілімськ, Росія
- UIBV ( —) — Железногорськ — Железногорськ-Ілімський, Росія
- UIII (IKT) — Іркутськ — Іркутськ, Росія
- UIKB ( —) — Бодайбо — Бодайбо, Росія
- UIKE ( —) — Ербогачен — Ербогачен, Росія
- UIKG ( —) — Таксімо — Таксімо, Росія
- UIKK ( —) — Кіренськ — Кіренськ, Росія
- UIKM ( —) — Мама — Мама, Росія
- UINN ( —) — Нижнеудинськ — Нижнеудинськ, Росія
- UITK ( —) — Казачинське — Казачинське, Росія
- UITT (UKX) — Усть-Кут — Усть-Кут, Росія
- UIUB ( —) — Богдарінн — Богдарін, Росія
- UIUN ( —) — Нижнеангарськ — Нижнеангарськ, Росія
- UIUU (UUD) — Улан-Уде — Улан-Уде, Росія

### UL
- ULAA (ARH) — Талаги — Архангельськ, Росія
- ULAL (LDG) — Лешуконське — Лешуконське, Росія
- ULAM (NNM) — Нар'ян-Мар — Нар'ян-Мар, Росія
- ULDD (AMV) — Амдерма — Амдерма, Росія
- ULKK (KSZ) — Котлас — Котлас, Росія
- ULLI (LED) — Пулково — Санкт-Петербург, Росія
- ULLP ( —) — Пушкін — Санкт-Петербург, Росія
- ULMM (MMK) — Мурманськ — Мурманськ, Росія
- ULOL (VLU) — Великі Луки — Великі Луки, Росія
- ULOO (PKV) — Псков — Псков, Росія
- ULPB (PES) — Петрозаводськ (Бесовец) — Петрозаводськ, Росія
- ULPM ( —) — Костомукша — Костомукша, Росія
- ULSS (RVH) — Ржевка — Санкт-Петербург, Росія
- ULWC (CEE) — Череповець — Череповець, Росія
- ULWR ( —) — Витегра — Витегра, Росія
- ULWW (VGD) — Вологда — Вологда, Росія
- ULAH (ARH) — Васьково — Архангельськ, Росія

### UN
- UNAA (ABA) — Абакан — Абакан, Росія
- UNBB (BAX) — Барнаул — Барнаул, Росія
- UNBI ( —) — Бійськ — Бійськ, Росія
- UNCC ( —) (у коді METAR UNNN) — Новосибирськ-Північний — Новосибирськ, Росія
- UNEE (KEJ) — Кемерово — Кемерово, Росія
- UNIP (TGP) — Підкам'яна Тунгуска — Бор, Росія
- UNIW ( —) — Ванавара — Ванавара, Росія
- UNKL (KJA) — Ємельяново — Красноярськ, Росія
- UNKY (KYZ) — Кизил — Кизил, Росія
- UNNT (OVB) — Толмачово — Новосибірськ, Росія
- UNOO (OMS) — Омськ-Центральний — Омськ, Росія
- UNTT (TOF) — Богашево — Томськ, Росія
- UNWW (NOZ) — Спиченково — Новокузнецьк, Росія

### UO
- UOHH (HTG) — Хатанга — Хатанга, Росія
- UOII (IAA) — Ігарка — Ігарка, Росія
- UODD (DKS) — Діксон — Діксон, Росія
- UOOD ( —) — Дудінка — Дудінка, Росія
- UOOO (NSK) — Норильськ — Норильськ, Росія
- UOOW ( —) — Валек — Норильськ, Росія
- UOTT (THX) — Туруханськ — Туруханськ, Росія

### UR
- URKA (AAQ) — Витязево — Анапа, Росія
- URKK (KRR) — Пашківський — Краснодар, Росія
- URKM ( —) — Майкоп — Майкоп, Росія
- URKT ( —) — Тихорєцьк — Тихорєцьк, Росія
- URKW ( —) — Лабінськ — Лабінськ, Росія
- URMG (GRV) — Грозний — Грозний, Росія
- URML (MCX) — Уйташ — Махачкала, Росія
- URMM (MRV) — Мінеральні Води — Мінеральні Води, Росія
- URMN (NAL) — Нальчик — Нальчик, Росія
- URMO (OGZ) — Беслан — Владикавказ, Росія
- URMT (STW) — Шпаківське — Ставрополь, Росія
- URRR (ROV) — Ростов-на-Дону — Ростов-на-Дону, Росія
- URRT ( —) — Таганрог-Південний — Таганрог, Росія
- URSS (AER) — Сочі — Сочі, Росія
- URWA (ASF) — Астрахань — Астрахань, Росія
- URWI (ESL) — Еліста — Еліста, Росія
- URWW (VOG) — Гумрак — Волгоград, Росія

### US
- USCC (CEK) — Челябінськ — Челябінськ, Росія
- USCM (MQF) — Магнітогорськ — Магнітогорськ, Росія
- USDD (SLY) — Салехард — Салехард, Росія
- USHH (HMA) — Ханти-Мансійськ — Ханти-Мансійськ, Росія
- USII (IJK) — Іжевськ — Іжевськ, Росія
- USKK (KVX) — Победілово — Кіров, Росія
- USMM (NYM) — Надим — Надим, Росія
- USMU (NUX) — Новий Уренгой — Новий Уренгой, Росія
- USNN (NJC) — Нижньовартовськ — Нижньовартовськ, Росія
- USNR (RAT) — Радужний — Радужний, Росія
- USPP (PEE) — Велике Савіно — Перм, Росія
- USRK (KGP) — Когалим — Когалим, Росія
- USRN (NFG) — Нефтеюганськ — Нефтеюганськ, Росія
- USRO (NOJ) — Ноябрьск — Ноябрьск, Росія
- USRR (SGC) — Сургут — Сургут, Росія
- USSE ( —) — Сєвєроуральськ — Сєвєроуральськ, Росія
- USSI ( —) — Івдель — Івдель, Росія
- USSK ( —) — Уктус — Єкатеринбург, Росія
- USSS (SVX) — Кольцово — Єкатеринбург, Росія
- USTL ( —) — Плєханово — Тюмень, Росія
- USTM ( —) — Ішим — Ішим, Росія
- USTO (TOX) — Тобольськ — Тобольськ, Росія
- USTR (TJM) — Рощино — Тюмень, Росія
- USUU (KRO) — Курган — Курган, Росія

### UU
- UUBA (KMW) — Сокеркіно — Кострома, Росія
- UUBB (BKA) — Биково — Москва, Росія
- UUBP (BZK) — Брянськ — Брянськ, Брянська область, Росія
- UUBW ( — ) — Раменське — Раменське, Росія
- UUDD (DME) — Домодєдово — Москва, Росія
- UUDG ( — ) — Велике Гризлово — Велике Гризлово, Росія
- UUDL (IAR) — Туношна — Ярославль, Росія
- UUEE (SVO) — Шереметьєво — Москва, Росія
- UUEM (KLD) — Мігалово — Твер, Росія
- UUMO ( — ) — Остаф'єво — Москва, Росія
- UUMU (CHE) — Чкалівський — Щолково, Росія
- UUMW ( — ) — Ватуліно — Руза, Росія
- UUOB (EGO) — Бєлгород — Бєлгород, Бєлгородська область, Росія
- UUOK (URS) — Курськ-Східний — Курськ, Курська область, Росія
- UUOO (VOZ) — Воронеж (Чертовицьке) — Воронеж, Воронезька область, Росія
- UUOS ( — ) — Старий Оскол — Старий Оскол, Бєлгородська область, Росія
- UUUS ( — ) — Тушино — Тушино, Росія
- UUWR (RZN) — Турлатово — Рязань, Росія
- UUWW (VKO) — Внуково  — Москва, Росія
- UUYH (UCT) — Ухта — Ухта, Росія
- UUYP (PBX) — Печора — Печора, Росія
- UUYW (VKT) — Воркута  — Воркута, Росія
- UUYY (SCW) — Сиктивкар — Сиктивкар, Росія

### UW
- UWGG (GOJ) — Нижній Новгород (Стригіно) — Нижній Новгород, Росія
- UWKB ( —) — Бугульма — Бугульма, Росія
- UWKD (KZN) — Казань — Казань, Росія
- UWKE (NBC) — Бегішево — Нижньокамськ, Росія
- UWKS (CSY) — Чебоксари — Чебоксари, Росія
- UWKI (JOK) — Чистополь — Чистополь, Росія
- UWLL ( —) — Ульяновськ-Центральний — Ульяновськ, Росія
- UWLW (ULY) — Ульяновськ-Восточний — Ульяновськ, Росія
- UWOO (REN) — Оренбург-Центральний — Оренбург, Росія
- UWOR (OSW) — Орськ — Орськ, Росія
- UWPP (PEZ) — Пенза — Пенза, Росія
- UWPS (SKX) — Саранськ — Саранськ, Росія
- UWSK ( —) — Красний Кут — Красний Кут, Росія
- UWSS (RTW) — Саратов-Центральний — Саратов, Росія
- UWUB ( —) — Бєлорєцьк — Бєлорєцьк, Росія
- UWUK (OKT) — Октябрський — Октябрський, Росія
- UWUS ( —) — Стерлітамак — Стерлітамак, Росія
- UWUU (UFA) — Уфа — Уфа, Росія
- UWWB ( —) — Бугуруслан-Головний — Бугуруслан, Росія
- UWWG ( —) — Безім'янка — Самара, Росія
- UWWS ( —) — Смишляєвка — Самара, Росія
- UWWW (KUF) — Курумоч — Самара, Росія
- UWWZ ( —) — Бугуруслан-Північний — Бугуруслан, Росія

## UA—Казахстан,Киргизстан

### Казахстан
- UAAA (ALA) — Алмати — Алмати, Казахстан
- UAAH (BXH) — Балхаш — Балхаш, Казахстан
- UAAR ( —) — Боралдай — Алмати, Казахстан
- UAAT (TDK) — Талдикорган — Талдикорган, Казахстан
- UACC (TSE) — Астана — Астана, Казахстан
- UACP (РРК) — Петропавловськ — Петропавловськ, Казахстан
- UADD (DMB) — Тараз — Тараз, Казахстан
- UAII (CIT) — Чимкент — Шимкент (Chimkent), Казахстан
- UAIT ( —) — Туркестан — Туркестан, Казахстан
- UAKD (DZN) — Жезказган — Жезказган, Казахстан
- UAKK (KGF) — Сари-Арка — Караганда, Казахстан
- UAOL ( —) — Крайній — Байконур, Казахстан
- UAON ( —) — Ювілейний — Байконур, Казахстан
- UAOO (KZO) — Кизилорда — Кизилорда, Казахстан
- UARR (URA) — Ак Жол — Уральськ, Казахстан
- UASB (EKB) — Екібастуз — Екібастуз, Казахстан
- UASK (UKK) — Усть-Каменогорськ — Усть-Каменогорськ, Казахстан
- UASP (PWQ) — Павлодар — Павлодар, Казахстан
- UASS (DLX) — Семей — Семей, Казахстан
- UATA ( —) — Аральськ — Аральськ, Казахстан
- UATE (SCO) — Актау — Актау, Казахстан
- UATG (GUW) — Атирау — Атирау, Казахстан
- UATR ( —) — Шалкар — Шалкар, Казахстан
- UATT (AKX) — Актобе — Актобе, Казахстан
- UAUR (AYK) — Аркалик — Аркалик, Казахстан
- UAUU (KSN) — Нарімановка — Костанай, Казахстан

### Киргизстан
- UAFA ( —) — Тамга — Тамга, Киргизстан
- UAFB ( —) — Баткен — Баткен, Киргизстан
- UAFE ( —) — Кербен — Кербен, Киргизстан
- UAFF ( —) — Токмак — Кербен, Киргизстан
- UAFG ( —) — Чолпон-Ата — Чолпон-Ата, Киргизстан
- UAFI ( —) — Ісфана — Ісфана, Киргизстан
- UAFJ ( —) — Джалал-Абад — Джалал-Абад, Киргизстан
- UAFL ( —) — Тамчи — Чолпон-Ата, Киргизстан
- UAFM (FRU) — Манас — Бішкек, Киргизстан
- UAFN ( —) — Нарин — Нарин, Киргизстан
- UAFO (OSS) — Ош — Ош, Киргизстан]
- UAFP ( —) — Каракол — Каракол, Киргизстан
- UAFR ( —) — Баликчи — Баликчи, Киргизстан
- UAFS ( —) — Кизил-Кія — Кизил-Кія, Киргизстан
- UAFT ( —) — Талас — Талас, Киргизстан
- UAFU ( —) — Ак-Чий — Бішкек, Киргизстан
- UAFW ( —) — Кант — Кант, Киргизстан
- UAFZ ( —) — Казарман — Казарман, Киргизстан

## UB—Азербайджан
- UBBB (GYD) — Баку ім. Гейдара Алієва — Баку, Азербайджан
- UBBG (KVD) — Гянджа — Гянджа, Азербайджан
- UBBN (NAJ) — Нахічевань — Нахічевань, Азербайджан
- UBBL (LLK) — Ленкорань — Ленкорань, Азербайджан
- UBBY (ZTU) — Парзіван — Закатали, Азербайджан
- UBEE ( —) — Євлах — Євлах, Азербайджан

## UD—Вірменія
- UDLS ( —) — Степанаван — Степанаван, Вірменія
- UDSG (LWN) — Ширак — Ґюмрі, Вірменія
- UDYE ( —) — Еребуні — Єреван, Вірменія
- UDYZ (EVN) — Звартноц — Єреван, Вірменія

## UG—Грузія
- UGKO (KUT) — Копітнарі — Кутаїсі, Грузія
- UGSB (BUS) — Батумі — Батумі, Грузія
- UGSS (SUI) — Сухумі-Дранда — Сухумі, Грузія
- UGTB (TBS) — Тбілісі — Тбілісі, Грузія

## UK—Україна
- UK59 ( —) — Чугуїв — Чугуїв, Україна
- UKBB (KBP) — Бориспіль — Київ, Україна
- UKBC ( —) — Біла Церква — Біла Церква, Україна
- UKBD ( —) — Ксаверівка — Ксаверівка, Україна
- UKBF ( —) — Конотоп — Конотоп, Україна
- UKBM (MXR) — Миргород — Миргород, Україна
- UKCC (DOK) — Донецьк імені Сергія Прокоф'єва — Донецьк, Україна
- UKCK (KRQ) — Краматорськ — Краматорськ, Україна
- UKCM (MPW) — Маріуполь — Маріуполь, Україна
- UKCS (SEV) — Сєвєродонецьк — Сєвєродонецьк, Україна
- UKCW (VSG) — Луганськ — Луганськ, Україна
- UKDB (ERD) — Бердянськ — Бердянськ, Україна
- UKDD (DNK) — Дніпро — Дніпро, Україна
- UKDE (OZH) — Запоріжжя — Запоріжжя, Україна
- UKDM (OOX) — Мелітополь — Мелітополь, Україна
- UKDP ( —) — Підгородне — Підгородне, Україна
- UKDR (KWG) — Кривий Ріг — Кривий Ріг, Україна
- UKFB (BQB) — Бельбек — Севастополь, Україна
- UKFF (SIP) — Сімферополь — Сімферополь, Україна
- UKFI ( —) — Саки — Саки, Україна
- UKFK (KHC) — Керч — Керч, Україна
- UKFV ( —) — Євпаторія — Євпаторія, Україна
- UKFW ( —) — Заводське — Сімферополь, Україна
- UKFY ( —) — Джанкой — Джанкой, Україна
- UKHE ( —) — Петровське — Петровське, Україна
- UKHH (HRK) — Харків — Харків, Україна
- UKHK (KHU) — Кременчук — Кременчук, Україна
- UKHP (PLV) — Полтава — Полтава, Україна
- UKHS (UMY) — Суми — Суми, Україна
- UKHV ( —) — Харків-Північний — Харків, Україна
- UKKA ( —) — Державна авіаційна служба України — Kiev, Україна
- UKKD ( —) — Драбів — Драбів, Україна
- UKKE (CKC) — Черкаси — Черкаси, Україна
- UKKG (KGO) — Кіровоград — Кропивницький, Україна
- UKKH ( —) — Узин — Узин, Україна
- UKKJ ( —) — Чайка — Київ, Україна
- UKKK (IEV) — Київ (Жуляни) — Київ, Україна
- UKKL (CEJ) — Чернігів (Шестовиця) — Чернігів, Україна
- UKKM (GML) — Антонов — Гостомель, Україна
- UKKO ( —) — Озерне — Житомир, Україна
- UKKR ( —) — Украерорух — Kiev, Україна
- UKKS ( —) — Семенівка — Семенівка, Україна
- UKKT (NNN) — Святошин — Київ, Україна
- UKKV (ZTR) — Житомир (Смоківка) — Житомир, Україна
- UKLA ( —) — Калинів — Новий Калинів, Україна
- UKLB ( —) — Броди — Броди, Україна
- UKLC (UCK) — Луцьк — Луцьк, Україна
- UKLF ( —) — Цунів — Львів, Україна
- UKLH (HMJ) — Хмельницький — Хмельницький, Україна
- UKLI (IFO) — Івано-Франківськ — Івано-Франківськ, Україна
- UKLL (LWO) — Львів імені Данила Галицького — Львів, Україна
- UKLN (CWC) — Чернівці — Чернівці, Україна
- UKLO ( —) — Коломия — Коломия, Україна
- UKLR (RWN) — Рівне — Рівне, Україна
- UKLS ( —) — Старокостянтинів — Старокостянтинів, Україна
- UKLT (TNL) — Тернопіль — Тернопіль, Україна
- UKLU (UDJ) — Ужгород — Ужгород, Україна
- UKOG ( —) — Генічеськ — Генічеськ, Україна
- UKOH (KHE) — Херсон — Херсон, Україна
- UKOI ( —) — Ізмаїл — Ізмаїл, Україна
- UKOM ( —) — Лиманське — Лиманське, Україна
- UKON (NLV) — Миколаїв — Миколаїв, Україна
- UKOO (ODS) — Одеса — Одеса, Україна
- UKRN ( —) — Ніжин — Ніжин, Україна
- UKWW (VIN) — Вінниця (Гавришівка) — Вінниця, Україна

## UM—Білорусь(іКалінінград,Росія)
- UMBB (BQT) — Берестя — Берестя, Білорусь
- UMGG (GME) — Гомель — Гомель, Білорусь
- UMII (VTB) — Вітебськ (Східний) — Вітебськ, Білорусь
- UMKK (KGD) — Храброво — Калінінград, Білорусь
- UMMG (GNA) — Гродно — Гродно, Білорусь
- UMMM (MHP) — Мінськ-1 — Мінськ, Білорусь
- UMMS (MSQ) — Мінськ — Мінськ, Білорусь
- UMOO (MVQ) — Могильов — Могильов, Білорусь

## UT—Таджикистан,Туркменістан,Узбекистан

### Туркменістан
- UTAA (ASB) — Ашгабат — Ашгабат, Туркменістан
- UTAK (KRW) — Туркменбаші — Туркменбаші, Туркменістан
- UTAM (MYP) — Мари — Мари, Туркменістан
- UTAT (TAZ) — Дашогуз — Дашогуз, Туркменістан
- UTAV (CRZ) — Мари — Туркменабат, Туркменістан

### Таджикистан
- UTDD (DYU) — Душанбе — Душанбе, Таджикистан
- UTDL (LBD) — Худжанд — Худжанд, Таджикистан
- UTOD ( —) — Хорог — Хорог, Таджикистан
- UTDK ( —) — Куляб — Куляб, Таджикистан
- UTDT ( —) — Курган-Тюбе — Курган-Тюбе, Таджикистан

### Узбекистан
- UT76 (S--) — Sugraly Airport — Zarafshan, Узбекистан
- UTFN (NMA) — Наманган — Наманган, Узбекистан
- UTKA (AZN) — Андижан — Андижан, Узбекистан
- UTKF (FEG) — Фергана — Фергана, Узбекистан
- UTNN (NCU) — Нукус — Нукус, Узбекистан
- UTNU (UGC) — Ургенч — Ургенч, Узбекистан
- UTSA (NVI) — Навої — Навої, Узбекистан
- UTSB (BHK) — Бухара — Бухара, Узбекистан
- UTSH ( —) — Шахрісабз — Шахрісабз, Узбекистан
- UTSL (KSQ) — Карши-Ханабад — Карші, Узбекистан
- UTSS (SKD) — Самарканд — Самарканд, Узбекистан
- UTST (TMJ) — Термез — Термез, Узбекистан
- UTTT (TAS) — Ташкент-Південний — Ташкент, Узбекистан

Список аеропортів за кодом ІКАО: A - B - C - D - E - F - G - H - I - J - K - L - M - N - O - P - Q - R - S - T - U - V - W - X - Y - Z
Дивіться також: Список аеропортів за кодом ІАТА